# Mohamed Charmi
Mohamed Charmi (arabe : محمد الشرمي), né le 28 mai 1981, est un athlète handisport tunisien, actif principalement dans les épreuves de moyenne distance dans la catégorie T37.

## Palmarès

### Jeux paralympiques
Lors des Jeux paralympiques d'été de 2004 à Athènes, il remporte deux médailles d'or au relais 4 x 400 m T35-38 et au 1 500 m T37, ainsi qu'une médaille d'argent au 800 m T37.
À l'occasion des Jeux paralympiques d'été de 2008 à Pékin, il remporte une médaille de bronze au relais 4 x 100 m T35-38, tout en terminant quatrième au 800 m T37 et huitième au 200 m T37.
Lors des Jeux paralympiques d'été de 2012 à Londres, il remporte une médaille d'argent au 800 m T37 et une médaille de bronze au 1 500 m T37,.

### Championnats du monde
Aux championnats du monde d'athlétisme handisport 2002 à Villeneuve-d'Ascq, il remporte une médaille d'argent au 800 m T37, mais termine sixième au relais 4 x 400 m T35-38. Quatre ans plus tard, aux championnats 2006 à Assen, il obtient une médaille d'argent au 800 m T37 et une médaille de bronze au 1 500 m T37, tout en étant disqualifié au relais 4 x 400 m T35-38.
Aux championnats 2013 à Lyon, il n'obtient aucun titre, terminant quatrième au 800 m T37 et septième au 1 500 m T37.

### Jeux africains
Il est aussi triplement médaillé aux Jeux africains de Maputo organisés en 2011 : médaille d'or au 800 m (2 min 06 s 36), médaille d'argent au 400 m (55 s 85) et médaille de bronze au 100 m (12 s 83).